# Gnathonarium gibberum
Gnathonarium gibberum är en spindelart som beskrevs av Ryoji Oi 1960. Gnathonarium gibberum ingår i släktet Gnathonarium och familjen täckvävarspindlar. Inga underarter finns listade i Catalogue of Life.